# Heliconius discomaculata
Heliconius discomaculata är en fjärilsart som beskrevs av Gustav Weymer 1890. Heliconius discomaculata ingår i släktet Heliconius och familjen praktfjärilar. Inga underarter finns listade i Catalogue of Life.